# I. Marlene King
Pour les articles homonymes, voir King.
Ina Marlene King, dite I. Marlene King, est une scénariste, productrice et réalisatrice américaine, née le 22 mai 1962 à Ratisbonne en Allemagne.
Elle est notamment connue pour avoir développée la série télévisée américaine Pretty Little Liars dont elle a aussi été le showrunner.

## Vie privée
I. Marlene King est ouvertement lesbienne.

## Filmographie

### Cinéma
| Années | Titre                                          | Scénariste | Productrice |
| ------ | ---------------------------------------------- | ---------- | ----------- |
| 1995   | Souvenirs d'un été (Now and Then)              | ✔️         | ✔️          |
| 1995   | Alarme totale (National Lampoon's Senior Trip) | ✔️         |             |
| 2006   | Lucky Girl (Just My Luck)                      | ✔️         |             |

### Télévision
| Années      | Titre                                   | Création / Développement | Réalisatrice | Scénariste | Productrice | Chaîne                |
| ----------- | --------------------------------------- | ------------------------ | ------------ | ---------- | ----------- | --------------------- |
| 1996        | If These Walls Could Talk (téléfilm)    |                          |              | ✔️         |             | HBO                   |
| 2010-2017   | Pretty Little Liars                     | ✔️                       | ✔️           | ✔️         | ✔️          | ABC Family / Freeform |
| 2012        | Pretty Dirty Secrets                    | ✔️                       |              |            | ✔️          | ABC Family            |
| 2013-2014   | Ravenswood                              | ✔️                       |              | ✔️         | ✔️          | ABC Family            |
| 2017-2018   | Famous in Love                          | ✔️                       |              | ✔️         | ✔️          | Freeform              |
| 2019        | Pretty Little Liars: The Perfectionists | ✔️                       |              | ✔️         | ✔️          | Freeform              |
| depuis 2022 | Pretty Little Liars                     |                          |              |            | ✔️          | HBO Max               |

### Caméo
- 2017 : Pretty Little Liars : la photographe (saison 7, épisode 20)